# Profundisepta profundi
Profundisepta profundi là một loài ốc biển, là động vật thân mềm chân bụng sống ở biển thuộc họ Fissurellidae.

## Miêu tả
Loài này có kích thước giữa 3 mm and 6 mm

## Phân bố
Chúng phân bố ở Northern Đại Tây Dương along Iceland and Greenland.